# باستین هایدنفلدر
باستین هایدنفلدر (انگلیسی: Bastian Heidenfelder؛ زادهٔ ۸ ژانویهٔ ۱۹۸۶) بازیکن فوتبال اهل آلمان است.
از باشگاه‌هایی که در آن بازی کرده‌است می‌توان به باشگاه فوتبال هایدنهایم اشاره کرد.